# 28800 Speth
28800 Speth este un asteroid din centura principală de asteroizi.

## Descriere
28800 Speth este un asteroid din centura principală de asteroizi. A fost descoperit pe 27 aprilie 2000 la Socorro, New Mexico, în cadrul proiectului LINEAR. Asteroidul prezintă o orbită caracterizată de o semiaxă mare de 2,32 ua, o excentricitate de 0,16 și o înclinație de 8,2° în raport cu ecliptica.